# پیروزی (فیلم ۱۹۳۸)
«پیروزی» (روسی: Победа) فیلمی از وسوالد پودوفکین و میخائیل دالر است که سال ۱۹۳۸ منتشر شد.